# La Cavada
La Cavada es la capital del municipio de Riotuerto (Cantabria, España). Su altitud es de 88 metros y presenta un clima oceánico, con temperaturas suaves todo el año e inviernos lluviosos.
En el año 2022, la localidad contaba con una población de 1059 habitantes (INE). Predomina la actividad agropecuaria dedicada a la cría de ganado, así como empresas diversas de tamaño pequeño. 
Existe una industria láctea y otra textil que emplean a unos 20 trabajadores cada una. El turismo es todavía un sector incipiente pero de gran potencial debido al atractivo paisajístico de la zona.

## Historia
En sus inicios La Cavada constituía un antiguo barrio de Riotuerto, antigua denominación que llevaba la actual localidad de Barrio de Arriba. El nombre de La Cavada es un topónimo que posiblemente provenga de la excavada en referencia al trazado del río Miera en el lugar. 
La documentación histórica indica como Mariana de Brito y sus hijos, propietarios de la fundición, habitaban Riotuerto en la casa solar de Olivares, "casas estas muy principales", llamadas de La Cavada, con su iglesia adosada de la advocación de Santa Bárbara, en los meses de mayor actividad industrial (de noviembre a abril). En los restantes residían en sus casas de la villa de Santander.

### Real Fábrica de Artillería
El desarrollo del núcleo de población vino dado a raíz de la creación, en 1622, de las fábrica de artillería de La Cavada, que suministraron armamento a las colonias y la armada del reino de España. La documentación histórica indica como Marinana de Brito y sus hijos, propietarios de la fundición, habitaban Riotuerto en la casa solar de los Olivares, "casa estas muy principales", llamadas de La Cavada, con su iglesia adosada de la advocación de Santa Bárbara.
En sus instalaciones de La Cavada llegaron a funcionar cuatro altos hornos que producirían armamento y munición de gran calidad. No obstante el largo declive de las instalaciones comenzó a finales del siglo XVIII y es en 1835 cuando las instalaciones, ya sin ninguna actividad, cierran. Un año antes, en 1834, se aprueba la construcción del camino real entre Ramales y San Vicente de la Barquera. El tramo Ramales-La Cavada se adjudica a Antonio Gutiérrez Solana y se completa ya en 1840

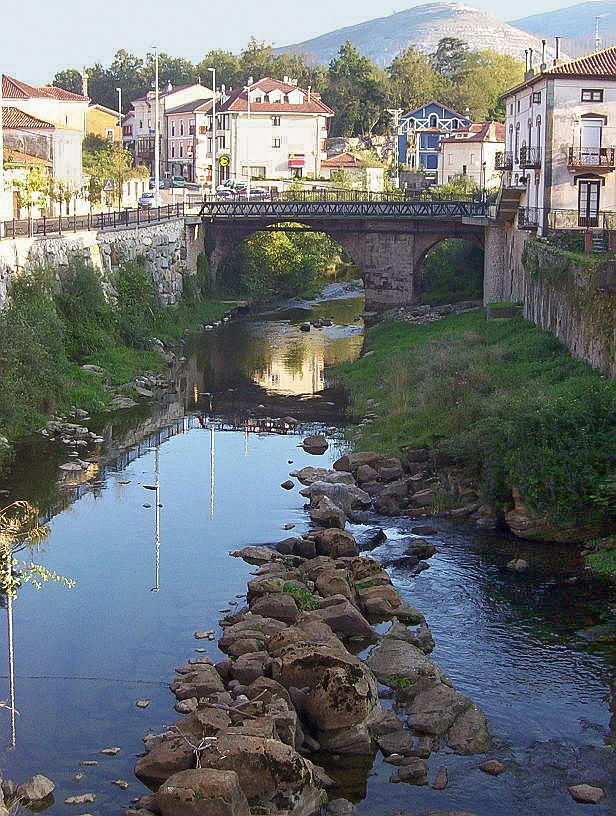
El río Miera a su paso por la población de La Cavada. En agosto de 1834 el río Miera sufrió una importante crecida. Sus aguas llegaron a superar el puente del Real Sitio. Otra riada importante sucedió el 17 de septiembre de 1862.

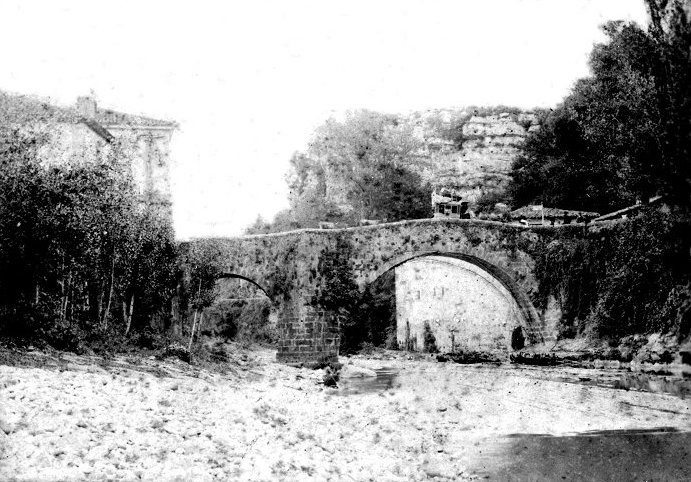
Una diligencia cruzando el antiguo puente de La Cavada sobre el río Miera, a finales del.

A La Cavada llegaron técnicos de Flandes para trabajar en las instalaciones traídos por sus amplios conocimientos de las técnicas de fundición. Cabe mencionar los numerosos pleitos con los vecinos del lugar por su carácter autárquico, debido a la oposición de conceder grados de hidalguía a los extranjeros. Estos flamencos (la mayoría con cargos importantes en la fundición) fueron objeto de reticencias, desvíos y malos tratos por parte de las gentes del lugar, tratándolos, aun incluso sus bisnietos, como extranjeros y formando una especie de linaje por casi endogamia forzosa. Se les privaba de los oficios concejiles y honores sociales, e incluso disponían de lugar separado para su entierro. Se les concedieron el fuero de artillería pero existieron numerosos pleitos debido a la oposición a darles títulos de hidalguía. Los descendientes se asentaron en La Cavada y las comarcas limítrofes y sus apellidos, en su mayoría valones, pasaron a castellanizarse durante el siglo XVIII. En todo el municipio de Riotuerto y limítrofes, aún son comunes apellidos como Arche, Baldor o Valdor, Del Val, Bernó, Guate, Lombó, Marqué, Oslé o Uslé, Otí, Rojí, Roqueñí, Sart, etc.
El desarrollo que supuso para el Riotuerto y municipios vecinos la fábrica de cañones creó importantes oportunidades de trabajo y se dejó notar en el crecimiento de la población de la Junta de Cudeyo (antigua demarcación que componían los actuales municipios de Entrambasaguas, Marina de Cudeyo, Medio Cudeyo, Liérganes, Miera y Riotuerto), pasando de 1636 a 1750 a crecer un cuarenta por ciento, de los 5.700 habitantes a los 8.000. La mayoría de los trabajadores compaginaban las labores de la fábrica con sus tareas agrícolas, todas labores duras.
Aún a pesar del desarrollo que supuso para el pueblo la fábrica de cañones, esta no fue bien vista por muchos. Era grande el rechazo de muchos vecinos a las instalaciones de La Cavada. Las limitaciones y prohibiciones que impuso la Real Fábrica a sus vecinos hizo que creciese su animadversión a los Altos hornos, influida además por el acceso muy restringido a las instalaciones, los privilegios de algunos de sus operarios y el secretismo que tenía por poseer importancia militar. Prueba de ello es que tras el abandono de las instalaciones en los años posteriores a 1830, los comarcanos se apresuraron a irse llevando todo lo que pudieron de los edificios y talleres, entre otras ideas, probablemente con la ingenua de impedir la restauración de las instalaciones. En 1881 casi no quedaba rastro ya de la fábrica.

### La Montañesa Textil
El antiguo sitio de Valdelazón, donde se barrenaba el ánima de los cañones, fue vendido en 1870 por el Ministerio de la Marina a don Juan de la Pedraja. Se componía de diversas construcciones del antiguo complejo de fundiciones de La Cavada. Don Juan invirtió mucho dinero para conseguir en 1847 una fábrica, La Montañesa Textil, de tejidos e hilado de algodón moreno (vasto pero de buena calidad). La fábrica llegó a tener 450 trabajadores y a ser muy importante en España hasta finales de los años 1960 del siglo XX.
El complejo, surgido durante la Primera Revolución Industrial, se compone de un edificio y junto a él se alza su monumental chimenea exenta, sobreelevada y construida en ladrillo, que permitía evacuar los humos de las calderas por un conducto subterráneo. El edificio de la fábrica textil es de estilo fabril manchesteriano, caracterizado por muchos y amplios ventanales que permitían el paso de la luz natural, dado que en aquella época el uso de la luz eléctrica no estaba muy extendido, y disposición del espacio de producción en plantas para un mejor aprovechamiento.
Junto a ella se encontraba una imponente presa en el río Miera capaz de proporcionar energía hidráulica y que antiguamente era utilizada para mover las máquinas que perfeccionaban la artillería. La localización de esta antigua fábrica en un medio rural como Riotuerto responde a un modelo que integra en una misma planta todas las actividades industriales y a la reducción de la mano de obra. Los restos de esta fábrica textil de algodón, junto con la de paños de Renedo, están considerados como los dos mejores ejemplos en Cantabria de lo que supuso el arranque de la Revolución Industrial en la región.
La propiedad del complejo, tras la muerte de su fundador, la heredaron sus descendientes: las familias Pedraja, Roiz de la Parra y Viesca.
La familia del Valle de la Pedraja, parientes de los anteriores, fueron mecenas en la implantación en La Cavada de "Escuela de Patronato" (1887) de carácter gratuito para todos los niños del municipio. Con el tiempo esta escuela evolucionó hasta el actual Colegio Público Leopoldo y Josefa del Valle de La Cavada.

## Comunicación
- Carreteras autonómicas: CA-161 y CA-261.
- Estación de ferrocarril de La Cavada (Renfe Cercanías AM) con conexión a Santander cada hora.

| Procedencia/Destino | <       | Línea | >         | Procedencia/Destino |
| ------------------- | ------- | ----- | --------- | ------------------- |
| Santander AM        | Ceceñas |       | Liérganes | Liérganes           |

## Monumentos y lugares de interés

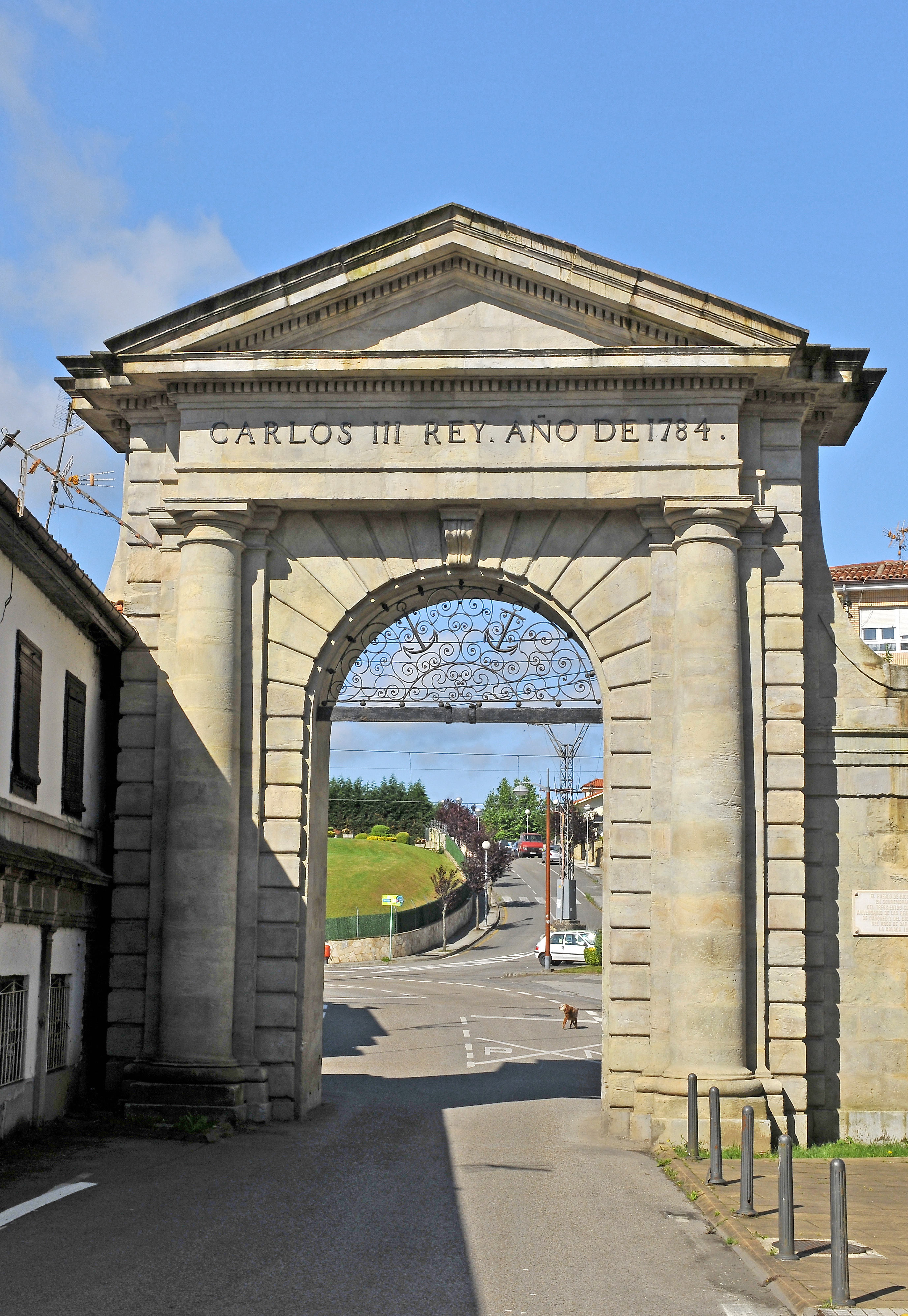
Puerta de Carlos III, antiguo acceso a la Real Fábrica de Artillería.

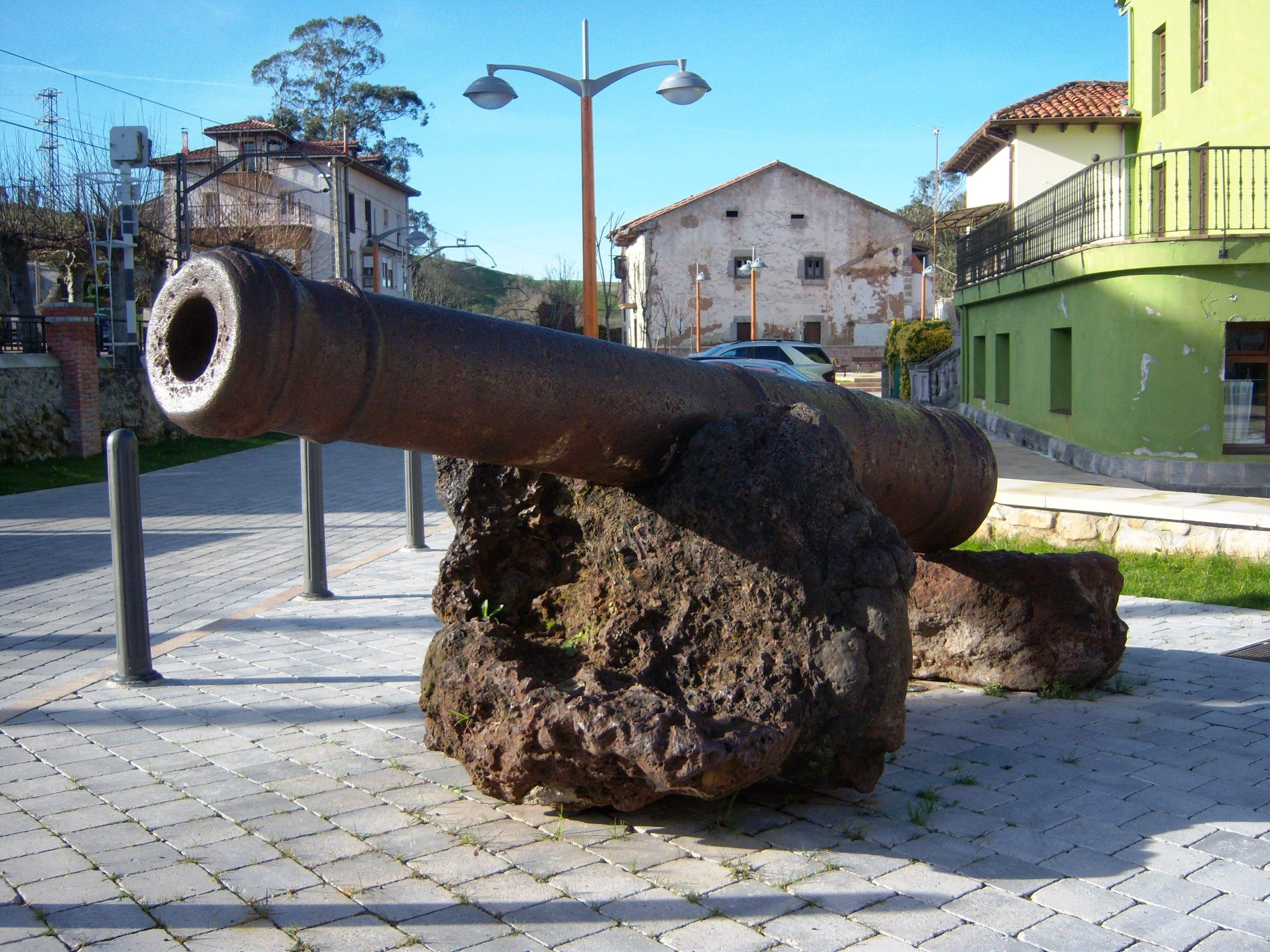
Antiguo cañón fundido en la Real Fábrica de Artillería reposando sobre escorias en el Parque de Carlos III de La Cavada.

- Restos del conjunto fabril de la Real Fábrica de Cañones, calificada como Bien de Interés Cultural con la categoría de lugar histórico. Destaca la Portalada de Carlos III, portada neoclásica de 1784, las casas de los operarios y la red de canales que abastecieron las instalaciones.
- Museo de la Real Fábrica de Artillería de La Cavada.
- Edificio de la antigua fábrica de La Montañesa Textil, del siglo XIX.
- Iglesia parroquial de San Juan Bautista.
- Panteones del cementerio de San Andrés.
- Casa Valle, ejemplo de casa de indianos.
- Colegio Público Leopoldo y Josefa del Valle.
- Diversos molinos harineros repartidos por el río Miera y sus afluentes.

## Fiestas
- 24 de junio, San Juan.
- Durante la tercera semana de agosto, se celebra la Fiesta de la juventud.
- Durante la cuarta semana de agosto, se celebra un ciclo de conferencias en el Museo de las Reales Fábricas de Artillería (lunes a viernes) y el sábado se realiza la Fiesta de Interés Regional con el disparo de un cañón de 48 libras expuesto en el museo